# Heinfried Birlenbach
Pour les articles homonymes, voir Birlenbach et Birlenbach (Bas-Rhin).
Heinfried Ernst Birlenbach (né le 7 décembre 1940 à Siegen et mort le 11 novembre 2020) est un athlète représentant l'Allemagne de l'Ouest, spécialiste du lancer du poids. 

## Biographie

### Palmarès
| Date | Compétition             | Lieu     | Résultat | Performance |
| ---- | ----------------------- | -------- | -------- | ----------- |
| 1966 | Championnats d'Europe   | Budapest | 5e       | 18,37 m     |
| 1968 | Jeux européens en salle | Madrid   | 1er      | 18,65 m     |
| 1968 | Jeux olympiques         | Mexico   | 8e       | 18,80 m     |
| 1969 | Jeux européens en salle | Belgrade | 1er      | 19,51 m     |
| 1972 | Jeux olympiques         | Munich   | 7e       | 20,37 m     |

### Records
| Épreuve         | Performance | Lieu   | Date |
| --------------- | ----------- | ------ | ---- |
| Lancer du poids | 20,37 m     | Munich | 1972 |